# Universidade Portucalense Infante D. Henrique
A Universidade Portucalense Infante D. Henrique (UPT) é um estabelecimento de ensino superior cooperativo e de investigação científica, cuja criação foi suportada legalmente através do Despacho n.º 122/86, de 28 de Junho sendo reconhecida a sua utilidade pública.
A UPT dispõe de uma oferta formativa, diversificada e permanentemente reajustada ao mercado de trabalho, distribuída por seis Departamentos: Arquitetura e Multimédia (DMAG), Direito (DD), Psicologia e Educação (DPE), Economia e Gestão (DGE), Ciência e Tecnologia (DCT) e Turismo, Património e Cultura (DTPC).
Com mais de 30 anos de história, a UPT pretende afirmar-se como um paradigma no ensino superior pela oferta interdisciplinar inovadora, contribuindo para que Portugal se torne numa economia baseada no conhecimento, competitiva e dinâmica, com mais e melhores empregos e coesão social.
A UPT disponibiliza um amplo e moderno campus, inserido no pólo Universitário da Asprela, reconhecido pelo seu elevado grau de inovação tecnológica, numa aposta que tem como objectivo proporcionar aos estudantes que a frequentam um ensino de qualidade. Os vários laboratórios informáticos disponíveis 24h por dia, complementados por uma rede Wireless no campus, facilitam o acesso à informação, favorecendo o desenvolvimento pessoal e científico do estudante e potenciando o ensino centrado no aluno, passando este a ser o actor principal que constrói conhecimento e adquire competências. Pelo campus há diversas áreas que, para além da Biblioteca, convidam à reflexão e ao estudo, bem como ao convívio, como a Livraria, os foruns, cantina, bares, esplanadas interiores e exteriores e parques de estacionamento.

## Localização
A UPT está localizada no pólo Universitário da Asprela, no Porto, junto ao Hospital de S. João e ao IPO do Porto.
À entrada da universidade estão disponíveis vários meios de transporte, nomeadamente as linhas 6, 54, 59 e 79 dos autocarros da STCP e o Metro do Porto com a Linha D (Amarela).

## Investigação
A política de investigação da UPT assenta num conjunto de princípios, valores e orientações modelados por uma visão de utilidade da I&D para a sociedade. Assume-se que a primeira função da Universidade é a de produzir conhecimento que posteriormente dissemina, internamente através do ensino, com utilização imediata pela UPT, e externamente através de iniciativas e meios em Open Access, de transferência de conhecimento contratualizada e de registo de propriedade intelectual.
A perspetiva de utilidade social do conhecimento produzido justifica o investimento nesta atividade. Este investimento pode ser próprio ou externo à instituição, podendo neste segundo caso provir do setor privado ou do setor público a nível nacional, europeu ou extraeuropeu.
Instituto Jurídico Portucalense
O Instituto Jurídico Portucalense foi criado em 2007, dando cumprimento às novas exigências legais estabelecidas pelo Regime Jurídico das Instituições de Ensino Superior.
Este instituto resulta da reestruturação e reformulação do Instituto Jurídico já existente desde 1987, no seio do qual se desenvolveram todas as atividades do Departamento, desde o Curso de Preparação para a Admissão ao Centro de Estudos Judiciários (CEJ), passando pela publicação de uma revista científica (Revista Jurídica), até aos diversos cursos de pós-graduação e de especialização, conferências e debates da iniciativa do Departamento de Direito. Tem como principais objetivos promover o conhecimento e o desenvolvimento através da investigação científica fundamental e aplicada, planear e realizar formação complementar, profissional e de pós-graduação, cooperar com outras entidades públicas ou privadas, nacionais, comunitárias ou estrangeiras, entre outros.
Instituto de Desenvolvimento Humano Portucalense
O Instituto Portucalense de Desenvolvimento Humano foi criado com o intuito de promover a investigação científica do ser humano, ao longo do desenvolvimento, numa perspetiva integrativa promotora do bem-estar, da saúde e da melhoria dos processos educativos.
Desse modo, o Instituto encontra-se integrado na UPTi, responsável pela coordenação da Investigação na Universidade Portucalense, tendo por missão executar a política de investigação da UPT, colaborando também, neste domínio, na execução da política de internacionalização da instituição.
O Instituto apresenta uma estrutura abrangente e diversificada, pretendendo dar visibilidade à investigação produzida na Universidade Portucalense, promovendo a sua divulgação e estabelecendo parcerias com unidades de investigação congéneres nacionais e estrangeiras.
REMIT | Research on Economics, Management and Information Technologies
O REMIT – Research on Economics, Management and Information Technologies - é uma unidade de investigação multidisciplinar e interdisciplinar que visa responder a desafios societais com uma abordagem holística, em que concorrem vários domínios científicos: Economia; Gestão; Finanças; Turismo; Património; História; Engenharia, Tecnologia e Sistemas de Informação; Matemática e Estatística.
O REMIT visa produzir conhecimento teórico e aplicado que possibilite uma maior compreensão das dinâmicas e tendências económicas, empresariais, territoriais e tecnológicas do mundo contemporâneo e dos seus efeitos socioeconómicos, contribuindo para a conceção, implementação e avaliação de estratégias organizacionais e de políticas públicas.
O centro estrutura-se em cinco grupos de investigação, que compõem o seu núcleo científico:
1.      Inovação, Empreendedorismo e Dinâmicas Económicas;
2.      Estratégia e Competitividade;
3.      Território e Desenvolvimento;
4.      Finanças; 
5.      Análise de Dados e Apoio à Decisão. 